# カルマト派
カルマト派 (カルマトは、アラビア語: القرامطة, ラテン文字転写: al-Qarāmiṭa) は、イスラム教シーア派の分派であるイスマーイール派の一分派。9世紀末から11世紀にかけて活動した。9世紀のイスマーイール派はアッバース朝の支配領域の各地で秘密裏に革命運動を展開していた:180-186。カルマト派と呼ばれる集団は、もともとはイラク南部サワード地方のイスマーイール派教宣組織の責任者であったハムダーン・カルマトが組織したグループのことを指す。しかし、シリアのサラミーヤの教宣組織の本部が899年に教義の変更を宣言すると、ハムダーンはこれを認めず反抗し、同様に教義変更に従わなかった他のイスマーイール派信徒集団もカルマト派と呼ばれるようになった。バハラインのカルマト派は11世紀ごろまで政治的に独立した勢力を形成し、930年にメッカを占領してカアバの黒石を持ち去るという事件を起こした。カルマト派の信条には、ファーティマ朝系イマームによる教義の変更前の初期イスマーイール派の信条が保たれていると考えられている:180-186。アブー・ハーティム・ラーズィーやアブー・ヤアクーブ・スィジスターニーなどイスマーイール派思想史において重要な思想家の中には、もともとはカルマト派に所属していた者が何人かいる。

## 初期イスマーイール派
8世紀のシーア派（ただしザイド派は除く）ではムハンマド・バーキルとジャアファル・サーディクを中心に教義の整備が行われ、啓典の秘教的解釈やマフディー思想、イマームの無謬性や指名理論といった特徴的な主張を唱えられるようになった:170-172。このような独特のイマーム論を唱えるようになった集団をイマーム派と呼ぶ:170-172。イマーム派ではマフディー思想と指名理論が組み合わさったため、イマームの死亡時に複数の次代イマーム候補を巡る分派活動が促進されることとなった:140。
765年にジャアファル・サーディクが亡くなった:140。ジャアファルは生前、息子の一人であるイスマーイールを後継イマームとして指名していたとされるが、イスマーイールはジャアファルより先に亡くなっていた:140。このため、指名はいまだ有効であると主張するイスマーイール派や、その他のグループへと分派した:140。その他のグループとしては、後継イマームとして、存命の息子のうち最年長のアフタフを支持するアフタフ派、ムーサーを支持するムーサー派、ジャアファルは死んだのではなく姿を隠しただけでありいつの日かマフディーとして再臨すると主張したナーウース派などがある:140。カルマト派はこのときのイスマーイール派の100年後の分派である:180-186。
765年に分派として成立して100年間、イスマーイール派の活動、活動場所、教義の詳細は不明である:180-186。870年頃、再び歴史の表舞台に姿を現したイスマーイール派は、ムハンマド・イブン・イスマーイールの代理人を称するアブドゥッラーを中心に、イラン西南部のフーゼスターン地方でアッバース朝打倒を目指す革命運動を展開しはじめた:180-186。8世紀のイスマーイール派は、イスマーイールは死んだのではなく姿を隠しただけであると主張する派と、後継イマームの権利がムハンマド・イブン・イスマーイールに受け継がれたと主張する派があったようであるが、9世紀の段階では前者が後者に吸収されたようである:180-186。

## 名称
「カルマト派」という呼び名は、907年にアッバース朝に対して反乱を起こしたイラク南部のサワード地方の反乱組織に対する呼称として、親アッバース朝側からの他称である。「カルマト」が何に由来するかはよくわかっていない。カルマト派を創設したというハムダーン・カルマトという人物に由来するとする文献もあり、これは単なるエポニムであるという説もあるが、アラビア語の「カルマト」は、おそらくアラム語の「短足の」「赤目の」「秘密の教師」などの言葉に由来している。
906年か907年に説教師のアブー・ハティムが動物の殺害とネギなどの野菜の接種を禁ずるよう説いたことから、南イラクのカルマト派は「青物商」(al-Baqliyyah) ともあだ名された。ただ、この教えがその後のカルマト派に受け継がれたのかどうかは定かでない。
歴史資料において、アラビア語で「カルマト派」を意味する qarmaṭī, pl. qarāmiṭa は、イマーム派のウラマー、ファドル・ブン・シャーザーン・ナイサーブーリー（873年ごろ歿）がカルマト派への反論として書いた論文 al-Radd ‘alā'l-Qarāmiṭa に初めて出てくる。「カルマト派」という他称の由来とされているハムダーン・カルマトという人物の教宣活動が、870年代にはすでに開始されてから久しく、その影響がホラーサーンにまで及んでいたことが確認できる。

## 歴史

### 草創期
アッバース朝の時代 (750年–1258年)、様々なシーア派の派閥が反体制秘密結社のような形で登場した。その中にはイスマーイール派の原型となるような集団もあり、特に抜きんでていた一団はムバーラキッヤーと呼ばれた。
イスマーイール派の主張によれば、イマームのジャアファル・サーディク (702年–765年)は次男のイスマーイール・イブン・ジャアファル (721年頃–755年)を後継者としていたが、彼は父より先に死んでしまった。イスマーイール・イブン・ジャアファルは死んだのではなく姿を隠したのだとする派閥も存在するが、イスマーイール派は彼の死を受け入れ、イスマーイール・イブン・ジャアファルの長男ムハンマド・イブン・イスマーイール (746年–813年)をイマームと認めた。ムハンマドはクーファを中心に活動するムバーラキッヤーとも連携をとっていた。
813年頃にムハンマド・イブン・イスマーイールが死去したのを機に、ムバーラキッヤーは分裂した。多数派は彼の死を認めず、マフディーであるとした。一方彼の死を受け入れた少数派は、後にイスマーイール派国家ファーティマ朝に合流した。現在に残るイスマーイール諸派は、すべてファーティマ朝の流れをくんでいる。
一方で、多数派はサラミーヤ（現シリア西部）を拠点とし、イラン南西部のフーゼスターンで伝道に成功した。874年、ここでアル＝フサイン・アル＝アフワージーという指導者の教えを受けて、クーファ出身のハムダーンという者が改宗し、派の名をとってカルマトと名乗った。カルマトと義兄弟のアブダーンは、マフディーの到来に備えて、南イラクに軍事的・宗教的なマフディーの拠点を作る準備を始めた。彼らは東アラビア（899年）や北アフリカでも同様の活動を始め、その実践主義的・救世主的な行動が多くのシーア派の人々を惹きつけた。このカルマト派の前身となる運動は、イランやマー・ワラー・アンナフルにまで広がった。

### カルマト派の反乱
899年、サラミーヤで政変が起こり、イスマーイール派は再び分裂を起こした。サラミーヤの中心部を掌握したイスマーイール派の少数派の指導者が、ムハンマド・イブン・イスマーイールはすでに死んでいて、サラミーヤの今の指導者こそが再び姿を現した正当なイマームの後継者であるという主張を展開し始めた。カルマトとアブダーンはこれに公然と反対し、サラミーヤ政権との関係は決裂した。アブダーンは暗殺され、カルマトはいったん身を隠したが、後悔して主張を改め、ファーティマ家のウバイドゥッラー・アル＝マフディー (873年–934年)がイマームであるという教えを伝道するようになった。ウバイドゥッラーは909年に北アフリカでファーティマ朝を建国することになる。
しかしカルマトが転向したあとも、かつての彼の支持者たちはカルマト派を名乗って活動を続けた。彼らの最大の拠点はバーレーンであった。この時代のバーレーンは現代のバーレーン王国が存在するバーレーン島のみならず、東アラビアの広大な領域を指していた。9世紀末まではアッバース朝の統治下にあったが、バスラで発生したザンジュの乱により、バグダードからの統制力は弱まっていた。アブー・サイード・アル＝ジャンナービー率いるカルマト派は899年にバハレーンの主要都市ハイルとアハサーを占領し、理想国家の建設を目指した。
カルマト派は、ある学者が「恐怖の世紀」と呼んだような混乱をクーファで引き起こした。彼らはマッカ巡礼を迷信の類と考えていたため、バーレーンを拠点としてアラビア半島中の巡礼路を襲った。906年にはマッカから帰る途中の巡礼団を襲い、2万人の巡礼者を虐殺した。
アブー・ターヒル・アル＝ジャンナービー (在位: 923年–944年)の時代、カルマト派は927年にバグダードを襲い、930年にマッカとマディーナを占領した。この二大聖地を占拠した彼らは、ザムザムの泉にハッジ巡礼者の死体を投げ込んで冒涜し、黒石をアハサーへ持ち去った。これは身代金を目的とした行動で、アッバース朝は952年に莫大な金を支払って黒石を取り戻した。

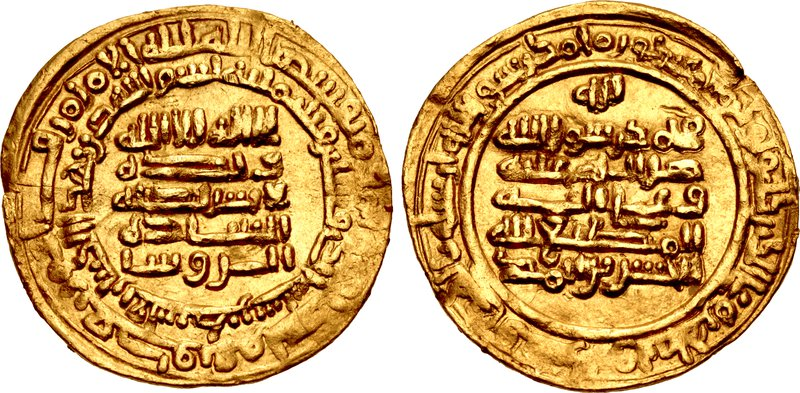
パレスチナを占領したカルマト派が鋳造したディナール金貨。970年代

カルマト派の反乱と聖地の冒涜は、イスラム世界を震撼させるとともに、アッバース朝の権威を地に墜とすことになった。アッバース朝はほとんど彼らに対応することができず、カルマト派は10世紀の大部分にわたりペルシア湾および中東最強の勢力であり続け、通商の要地であるオマーン海岸地帯を支配し、バグダードのアッバース朝カリフやカイロのファーティマ朝イマーム（カルマト派はその正統性を認めていない）から貢納金をせしめていた。

### カルマト派の社会
Yitzhak Nakashによれば、カルマト派の領域では膨大な数の奴隷に支えられた豊かな経済が展開していた。
カルマト派国家は諸島やアハサー、カティーフから得られる莫大な果物や穀物を有していた。1051年にアハサーを訪れたナースィル・ホスローは、これらの土地は3万人ほどのエチオピア人奴隷が耕作していたと記録している。また彼によれば、アハサーの人々は税を免除されていた。貧者や債務者は、自らの身辺整理をするときまで金を借りていることができた。利子をとられることはなく、あらゆる業務において代用硬貨が用いられていた。カルマト派国家は強力かつ長続きする遺産をのこした。それは、920年頃にカルマト派の指導者が発行したタウラと呼ばれる硬貨が、20世紀初頭に至るまでアハサーで流通していたことからも分かる。

### 崩壊
976年、カルマト派はアッバース朝に敗れて内向的になり、力を失っていった。これにより彼らはこの地域で十分な貢納金を集めることができなくなった。アラビア史家のCurtis Larsenは、次のように述べている。
貢納金の支払いがどんどん切り詰められていくにつれて、イラクの新しい政府（セルジューク朝）やライバルのアラブ諸部族によって、カルマト派国家は一地域勢力へと沈んだ。バーレーン諸島は1058年にAbu al-Bahlul al-Awwamによって正統イスラームに回帰した。同時期に同様の反乱がカティーフで起き、カルマト派の支配が覆された。外国からの収入や海岸支配を失ったカルマト派はフフーフのオアシスにある城塞へと撤退した。最終的に彼らの王朝は、1067年に最後の一撃を受けた。アブドゥッラー・ビン・アリー・アル＝ウユーニーと彼を支援するためイラクから来たセルジューク軍の連合軍が7年にわたってフフーフを包囲し、ついにカルマト派を降伏させたのである。
バーレーンと東アラビアのカルマト派国家はウユーニー朝に取って代わられ、イラクやイラン、マー・ワラー・アンナフルのカルマト派コミュニティも11世紀半ばまでにファーティマ家支持へ改宗するか、消滅したと考えられている。同時代人として最後にカルマト派に言及したのは1050年にカルマト派国家を訪れたナースィル・ホスローであるが、1331年にカティーフを訪れたイブン・バットゥータは、住民のアラブ人が「イスラーム極端派」(rafidhiyya ghulat)を名乗っていたと記録している。アメリカのアラビア史家フアン・コールは、この呼び方は14世紀のスンナ派がイスマーイール派を指して用いていたものだとしている。

## 7イマーム
カルマト派の主張では、イマームの数は神が定めた「7」という数字で固定されている（七イマーム派）。この立場に立つ者は7番目のイマームであるムハンマド・イブン・イスマーイールを預言者（ラスール）、イマーム・アル＝カーイム、マフディーであるとし、彼は死んだのではなく一時的に隠れている(ガイバ)のだと考える。
| 代 | 名前                                                                                | 在位          |
| 1  | アリー・イブン・アビー・ターリブ イマーム                                           | (632年–661年) |
| 2  | ハサン・イブン・アリー                                                              | (661年–669年) |
| 3  | フサイン・イブン・アリー                                                            | (669年–680年) |
| 4  | アリー・ザイヌルアービディーン                                                      | (680年–713年) |
| 5  | ムハンマド・バーキル                                                                | (713年–733年) |
| 6  | ジャアファル・サーディク                                                            | (733年–765年) |
| 7  | ムハンマド・イブン・イスマーイール イマーム、カーイム、マフディー、ラスール (Rasūl) | (775年-813年) |

## カルマト派が否認したイスマーイール派イマーム
カルマト派はムハンマド・イブン・イスマーイール以後のファーティマ朝に至るイスマーイール派イマームを認めなかった。
- Ahmad al-Wafi (Abadullah) (813年-829年)
- Muhammad at-Taqi (Ahmed ibn Abadullah) (829年-840年)
- Radi Abdullah (840年-881年)
- ウバイドゥッラー・アル＝マフディー (881年-934年、ファーティマ朝建国者)

## カルマト派の東アラビア支配者
- アブー・サイード・ジャンナービー (894年-914年)
- アブー・ターヒル・アル＝ジャンナービー (914年-944年)
- アフマド・アブー・ターヒル (944年-970年) [28]
- アブル・カッシム・サイード (970年-972年)
- アブー・ヤクブ・ユースフ (972年-977年)

アブー・ヤクブ・ユースフの子孫は1077年まで統治を続けた。